# Tullverket
Tullverket ist die nationale schwedische Zollbehörde, die 1636 gegründet wurde. Die Behörde hat 2000 Angestellte, der Hauptsitz ist in Stockholm. Die Aufgaben von Tullverket umfassen die Verzollung und Besteuerung eingeführter Güter sowie die Sicherstellung der Einhaltung der Importvorschriften und die Verbrechensbekämpfung. Gleichzeitig soll Tullverket den Handel mit Waren innerhalb der Europäischen Union erleichtern. Die Aufgaben von Tullverket werden durch eine Regierungsverordnung festgelegt. Zu den Aufgaben von Tullverket gehören auch Vorlesungen über Narkotika mit dem Ziel, dem illegalen Gebrauch von Betäubungsmitteln entgegenzuwirken. Die Angestellten von Tullverket haben auch die Befugnis, bei einreisenden Kraftfahrern Alkoholkontrollen durchzuführen.
Im Jahr 2014 betrugen die Einnahmen von Tullverket 58,8 Milliarden Kronen (ca. 5,8 Milliarden Euro) an Zollabgaben, Steuern (hauptsächlich Mehrwertsteuer) und verschiedenen Gebühren. Es wurden 6450 Beschlagnahmen von Betäubungsmitteln und Dopingpräparaten durchgeführt; dazu wurden 90.000 Kontrollen von Gütertransporten und einreisenden Personen durchgeführt. Insgesamt wurden im Jahr 2014 70.000 Liter Spirituosen, 51.000 Liter Wein, 430.000 Liter Bier und 47 Millionen Zigaretten beschlagnahmt. Außerdem konnten 115 Schusswaffen in Beschlag genommen werden. Zugleich wurden 6 Millionen Importdeklarationen bearbeitet.